# Kesang Choden
Kesang Choden (Kalimpong, 21 maggio 1930) è stata regina consorte del Bhutan dal 1952 al 1972, come moglie di Jigme Dorji Wangchuck.
È stata fortemente attiva nella conservazione del patrimonio artistico e culturale del Bhutan.

## Biografia

### Gioventù e istruzione
Kesang Choden nacque in India nel 1930, come seconda figlia femmina di Sonam Tobgay Dorji e di Mayeum Choying Wagmo Dorji, a sua volta figlia di Thutob Namgyal.
Venne educata dalle suore irlandesi del St Joseph's Convent di Kalimpong, sua città natale. Studiò anche al Loretto College di Calcutta e all'età di 17 anni entrò alla House of Citizenship di Londra, concentrando i suoi studi nell'ambito artistico per via della sua passione per la pittura e le gallerie d'arte. Era in grado di parlare perfettamente in inglese.
Da giovane viaggiò con sua madre in Francia, nella natia India, in Inghilterra, a Hong Kong e in Svizzera in visita ad amici di famiglia.

### Matrimonio
Il 5 ottobre 1951 sposò Jigme Dorji Wangchuck con una cerimonia tradizionale al Palazzo Ugyen Pelri di Paro. Nel 1952 divenne regina consorte dopo la morte del suocero.

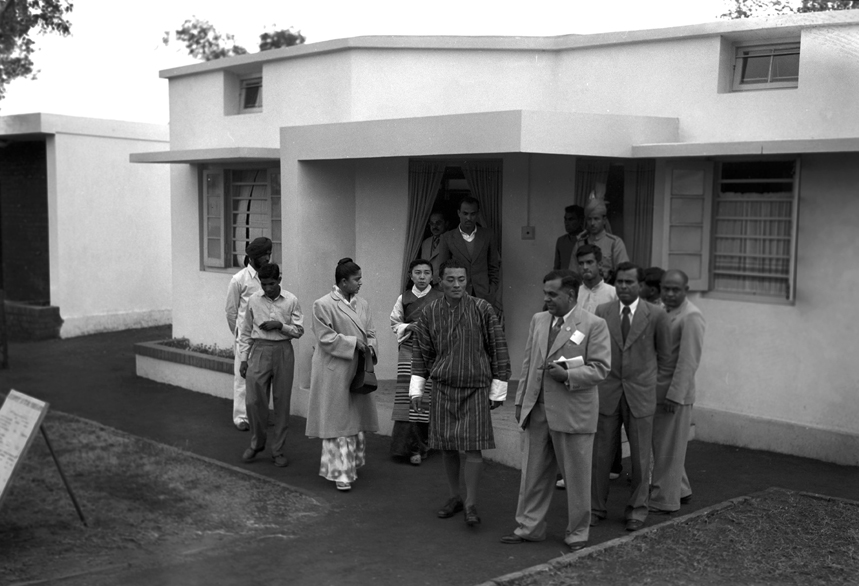
La regina dietro il re all'International Low-Cost Housing Exhibition di Nuova Delhi, 30 gennaio 1954

Prese parte in modo rilevante all'opera di modernizzazione del Bhutan avviata da suo marito, avviando i rapporti con persone che avrebbero contribuito allo sviluppo del paese. Invitò Albert Craig, sovrintendente del Charterish Scottish Mission Hospital di Kalimpong, a curare i bhutanesi affetti da lebbra, gozzo e malattie veneree.
Nel 1972 venne nominata reggente del Bhutan a causa della malattia del marito. Rimase vedova nello stesso anno e come regina madre continuò a occuparsi degli impegni istituzionali, dedicandosi ai ricevimenti degli ospiti e dei dignitari stranieri durante gli anni '70 e '80.

### Attività
Già nel 1961 iniziò a essere attiva nella protezione dei siti religiosi. Divenne patrona di alcuni maestri buddhisti, tra i quali Dilgo Khyentse Rinpoche (di cui fu grande discepola), sottolineando l'importanza di rispettare ogni corrente del pensiero buddhista. Fornì un'indennità di sussistenza a circa duecento monaci e praticanti religiosi appartenenti a vari monasteri del distretto di Bumthang, ai Dokar Phurdrub Gonpa e all'Euto Gonpa del distretto di Paro e al Nyala Gonpa nel distretto di Trongsa.
Collaborò all'edificazione di un terzo tempio nel monastero Kurje Lhakhang a Bumthang su modello del Samye in Tibet e, nel 1968, all'allargamento e alla riparazione del Kyichu Lhakhang a Paro. Nel 2008 venne eretto un tempio in memoria dei suoi genitori, di suo nonno Ugyen Dorji e della prozia Ane Thukten Wangmo. Nel 2014 contribuì al restauro del tempio Drechagling nella valle di Phobjikha e nel 2015 alla realizzazione dello stendardo del monastero Silung Pekar Choling a Paro Dawakh.
Nel medesimo anno sponsorizzò l'istituzione del Ludrong Memorial Garden, un giardino pubblico sito vicino al Tashichoedzong a Thimphu. Tra i testi da lei commissionati vi è un libro sulle rappresentazioni in Bhutan del Zangdok Palri (il paradiso del Guru Rinpoche) e uno sul Kyichu Lhakhang a Paro. Oltre che per l'identità buddhista, entrambi i libri assumono un importante valore di documentazione iconografica e architettonica. Nel 2017, in occasione del suo 87⁰ compleanno, è stato pubblicato il libro "The Heart of a Sacred Kingdom, Her Majesty the Royal Grandmother Ashi Kesang Choeden Wangchuck: A Lifetime of Service to the People and Kingdom of Bhutan".

## Patrocini
- Patrona della Bhutan Foundation;[2]
- Vice presidentessa onoraria della Siam Society Under Royal Patronage.[2]

## Discendenza
Kesang Choden e Jigme Dorji Wangchuck ebbero quattro figlie e un figlio:
- Sonam Choden (1953);
- Dechen Wangmo (1954);
- Jigme Singye (1955);
- Pema Lhaden (1959);
- Kesang Wangmo (1961).

## Titoli e trattamento
- 21 maggio 1930 - 5 ottobre 1951: Ashi Kesang Choden
- 5 ottobre 1951 - 30 marzo 1952: Sua Altezza Reale, la principessa Ashi Kesang Choden Wangchuck
- 30 marzo 1952 - 21 luglio 1972: Sua Maestà, la regina del Bhutan
  - 22 aprile 1972 - 21 luglio 1972: Sua Maestà, la regina reggente del Bhutan
- 21 luglio 1972 - 9 dicembre 2006: Sua Maestà, la regina madre del Bhutan
- 9 dicembre 2006 - attuale: Sua Maestà, la regina nonna del Bhutan

## Ascendenza
|                             |                  |                     | Genitori |  |  | Nonni |  |  | Bisnonni       |  |  | Trisnonni      |  |
|                             |                  |                     |          |  |  |       |  |  | Sherpa Puchung |  |  | Pala Gyeltshen |  |
|                             |                  |                     |          |  |  |       |  |  | Sherpa Puchung |  |  | Pala Gyeltshen |  |
|                             |                  | Una donna di Tsento |          |  |  |       |  |  | Sherpa Puchung |  |  |                |  |
| Ugyen Dorji                 |                  |                     |          |  |  |       |  |  | Sherpa Puchung |  |  |                |  |
|                             |                  | Tsherim             | ...      |  |  |       |  |  |                |  |  |                |  |
|                             |                  | Tsherim             | ...      |  |  |       |  |  |                |  |  |                |  |
|                             |                  | Tsherim             | ...      |  |  |       |  |  |                |  |  |                |  |
| Sonam Tobgay Dorji          |                  | Tsherim             |          |  |  |       |  |  |                |  |  |                |  |
|                             |                  | ...                 | ...      |  |  |       |  |  |                |  |  |                |  |
|                             |                  | ...                 | ...      |  |  |       |  |  |                |  |  |                |  |
|                             |                  | ...                 | ...      |  |  |       |  |  |                |  |  |                |  |
| ...                         |                  | ...                 |          |  |  |       |  |  |                |  |  |                |  |
|                             |                  | ...                 | ...      |  |  |       |  |  |                |  |  |                |  |
|                             |                  | ...                 | ...      |  |  |       |  |  |                |  |  |                |  |
|                             |                  | ...                 | ...      |  |  |       |  |  |                |  |  |                |  |
| Kesang Choden               |                  | ...                 |          |  |  |       |  |  |                |  |  |                |  |
|                             | Tsugphud Namgyal | Tenzing Namgyal     |          |  |  |       |  |  |                |  |  |                |  |
|                             | Tsugphud Namgyal | Tenzing Namgyal     |          |  |  |       |  |  |                |  |  |                |  |
|                             | Tsugphud Namgyal | Anyo Karwang        |          |  |  |       |  |  |                |  |  |                |  |
| Thutob Namgyal              | Tsugphud Namgyal |                     |          |  |  |       |  |  |                |  |  |                |  |
|                             |                  | Maharani Menchi     | ...      |  |  |       |  |  |                |  |  |                |  |
|                             |                  | Maharani Menchi     | ...      |  |  |       |  |  |                |  |  |                |  |
|                             |                  | Maharani Menchi     | ...      |  |  |       |  |  |                |  |  |                |  |
| Mayeum Choying Wangmo Dorji |                  | Maharani Menchi     |          |  |  |       |  |  |                |  |  |                |  |
|                             |                  | Shiafe Uthok        | ...      |  |  |       |  |  |                |  |  |                |  |
|                             |                  | Shiafe Uthok        | ...      |  |  |       |  |  |                |  |  |                |  |
|                             |                  | Shiafe Uthok        | ...      |  |  |       |  |  |                |  |  |                |  |
| Yeshay Dolma                |                  | Shiafe Uthok        |          |  |  |       |  |  |                |  |  |                |  |
|                             |                  | ...                 | ...      |  |  |       |  |  |                |  |  |                |  |
|                             |                  | ...                 | ...      |  |  |       |  |  |                |  |  |                |  |
|                             |                  | ...                 | ...      |  |  |       |  |  |                |  |  |                |  |
|                             |                  | ...                 |          |  |  |       |  |  |                |  |  |                |  |